# Relações entre Alemanha e Vietnã
As relações entre a Alemanha e o Vietnã referem-se às relações bilaterais entre os dois países.
A Alemanha tem uma embaixada em Hanói, enquanto o Vietnã tem uma embaixada em Berlim e um consulado geral em Frankfurt.

## História

### Primeira Guerra Mundial
Durante os primeiros seis meses da Primeira Guerra Mundial, o governo geral da Indochina Francesa expulsou todos os alemães e austro-húngaros que viviam na Indochina Francesa.
As duas maiores empresas de importação/exportação do pré-guerra, Speidel & Co. e F. Engler & Co, eram empresas alemãs, o que fez com que fossem oficialmente reorganizadas como empresas francesas, mas, na realidade, continuaram a operar sob controle alemão e usando capital alemão. Durante a década de 1910, a Speidel & Co. foi a maior importadora de produtos europeus para o país, sendo a F. Engler & Co uma de suas principais concorrentes. Depois que os proprietários alemães foram expulsos da empresa, os funcionários de cargos mais baixos tentaram continuar administrando essas empresas, apesar da crescente resistência das autoridades coloniais francesas por meio da aplicação arbitrária da alfândega, da interferência no frete e de agravos regulatórios. Mais tarde, os franceses confiscaram todos os armazéns da Speidel & Co. e venderam as mercadorias confiscadas a preços baixos para consumidores vietnamitas e exportadores chineses para tentar aumentar a receita. Essas mercadorias incluíam arroz, vinho e produtos enlatados.

## Sequestro de Trịnh Xuân Thanh em 2017
Em 2017, Trịnh Xuân Thanh, um ex-membro do partido comunista e empresário acusado de ser corrupto, foi secretamente sequestrado em Berlim por um grupo de funcionários vietnamitas não identificados que se acreditava serem agentes vietnamitas na Alemanha. Em resposta, a Alemanha acusou o Vietnã de "violar os direitos territoriais da Alemanha" e ordenou a expulsão total de várias autoridades estrangeiras vietnamitas na Alemanha. A Alemanha também suspendeu a ida de trabalhadores vietnamitas ao país para iniciar uma investigação.

## Acordos
Em outubro de 2011, a chanceler alemã Angela Merkel e o primeiro-ministro vietnamita Nguyễn Tấn Dũng assinaram a "Declaração de Hanói", estabelecendo uma parceria estratégica entre a Alemanha e o Vietnã, que foi projetada para fortalecer as relações políticas, econômicas e culturais e a cooperação para o desenvolvimento.

## Relações econômicas
O Vietnã ratificou um tratado de livre comércio com a União Europeia, que incluía a Alemanha como a maior economia da Europa. Em 2016, o comércio bilateral foi de US$ 10,3 bilhões.

## Cooperação educacional
A Universidade Vietnamita-Alemã foi inaugurada na Cidade de Ho Chi Minh em setembro de 2008.

## Representantes diplomáticos

### Embaixadores vietnamitas na Alemanha

#### Embaixadores do Vietnã do Sul na Alemanha Ocidental (em Bonn)
- Hà Vĩnh Phương (1957-1963, Encarregado de negócios)
- Phan Văn Thính (1963-1964, Encarregado de negócios)
- Nguyễn Quí Anh (1964-1968)
- Nguyễn Duy Liễn (1968-1974)
- Nguyễn Phương Thiệp (1974-1975, até a Queda de Saigon)